# 부안 내소사 대웅보전
부안 내소사 대웅보전(扶安 來蘇寺 大雄寶殿)은 대한민국 전북특별자치도 부안군 내소사에 있는, 조선시대의 건축물이다. 1963년 1월 21일 대한민국의 보물 제291호로 지정되었다.
조선 중기의 대표적인 불당(佛堂)이다. 정면 3칸, 측면 3칸의 단층 팔작집이다. 잡석으로 쌓은 축대 위에 기단을 설치하고 자연석 주춧돌을 썼다. 문짝은 초화문(草花紋)을 투각(透刻)하여 독특한 분위기를 자아낸다. 처마 밑에 받친 공포는 외부로 많이 뻗은 외삼출목(外三出目)으로 길게 뻗어나온 쇠서들이 겹겹이 중첩되어 한층 더 한국적인 색채를 풍겨주고 있다.

## 개요
내소사는 백제 무왕 34년(633)에 혜구두타(惠丘頭陀)가 세운 절로 원래 이름은 소래사였다고 한다.
이 대웅보전은 아미타여래를 중심으로 우측에 대세지보살, 좌측에 관세음보살을 모신 불전으로 조선 인조 11년(1633) 청민대사가 절을 고칠 때 지은 것이라 전한다.
규모는 앞면 3칸·옆면 3칸이며, 지붕은 옆면에서 볼 때 여덟 팔(八)자 모양을 한 팔작지붕이다. 지붕 처마를 받치기 위해 기둥 위부분에 짜은 장식구조가 기둥 위뿐만 아니라 기둥 사이에도 있는 다포 양식인데, 밖으로 뻗쳐 나온 부재들의 포개진 모습은 우리 옛 건축의 특징을 잘 보여주고 있다. 또한 앞쪽 문에 달린 문살은 꽃무늬로 조각하여 당시의 뛰어난 조각 솜씨를 엿보게 한다.
건물 안쪽으로 들어가면 벽체 윗부분에 있는 부재 끝을 연꽃 봉오리 모양으로 장식하였고 보머리에는 용이 물고기를 물고 있는 모습을 나타내 건물의 화사함을 더해 준다. 천장은 우물 정(井)자 모양으로 짜맞추어 지붕 윗부분을 가리고 있는 우물천장으로 꾸몄다. 불상 뒤쪽 벽에는 우리나라에 남아있는 것 중 가장 큰 ‘백의관음보살상’이 그려져 있다.
공예로 가치가 높은 문살 조각과 독창적인 장식물 등 조선 중기 이후의 건축 양식을 가늠할 수 있게 해주는 중요한 건물이다.

## 현지 안내문

### 국문 설명
부안 내소사 대웅보전
扶安 來蘇寺 大雄寶殿
보물 제291호
대웅보전은 절의 중심 건물로 석가모니불을 모시는 법당이다. 부안 내소사 대웅보전은 인조 11년(1633)에 청민대사가 절을 고치면서 지은 것인데, 호랑이가 변한 대호선사가 지었다는 전설도 내려온다.
대웅보전의 불상 뒤쪽 벽에는 우리나라에서 가장 큰 백의관음보살상이 그려져 있으며, 단청은 관세음보살이 오색찬란한 새의 모습을 하고 칠했다는 이야기가 전해진다. 이 대웅보전은 쇠못을 쓰지 않고 목재로만 지었는데, 천장의 화려한 장식과 꽃무늬로 조각한 앞쪽 문살은 당시 목수들의 뛰어난 조각 솜씨를 엿보게 한다.

### 영문 설명
Daeungbojeon Hall of Naesosa Temple, Buan
Treasure No. 291
Daeungbojeon is a Buddhist worship hall enshrining a statue of Sakyamuni, the Buddha.
This building, which is the main worship hall of Naesosa Temple, was built in 1633 during the temple’s reconstruction. The coffered ceiling decorated with various paintings and patterns, as well as the exquisite floral grid lattice on the doors, are great examples of the advanced architectural and artistic techniques of the time.
On the back of the wall behind the Buddha triad is a painting of Avalokitesvara in a white robe, and it is the largest of its kind remaining in Korea.

## 같이 보기
- 내소사

## 참고 자료
- 부안 내소사 대웅보전 - 국가유산청 국가유산포털